# Глен, Марла
Марла Глен (англ. Marla Glen; 3 января 1960, Чикаго) — американская певица и композитор.
С 1998 года проживает в Германии. Она стала известна в Европе после альбома Это Марла Глен (англ. This is Marla Glen) в 1993 году. Последующие альбомы были не такими успешными.
Некоторые песни были использованы на телевидении и кино.

## Дискография
- 1993 — This Is Marla Glen
- 1995 — Love and Respect
- 1995 — Marla Glen in Concert
- 1997 — Our World
- 1998 — Best of Marla Glen
- 2003 — Friends
- 2005 — Greatest Hits Live
- 2006 — Dangerous
- 2011 — Humanology